# Бейт-Шеан
Бейт-Шеан (івр. בית שאן), Бісан (араб. بيت) , Скіфополіс (грец. Σκυθόπολις) — розвиткове місто в Північному окрузі сучасного Ізраїлю. Місто розташоване в Йорданській долині приблизно в 25 км на південь від озера Кінерет. Населення — 17 704 осіб (2017 р.).

## Історія
Поселення існує від 6-го тисячоліття до н. е. Як і інші міста Палестини, у 2-му тисячолітті до н.е. воно певний час підкорялось єгипетським фараонам. З приходом народів моря місто підпало під їх владу (при цьому біля 1150 до н.е. тут сталась велика пожежа). Саме в зв'язку з останніми Бейт-Шеан згадується в Біблії — на його стінах філістимляни (таку назву отримали "народи моря", котрі осіли на території сучасного Ізраїлю) повісили тіло юдейського царя Саула. Місто було повністю зруйноване під час ассирійського завоювання Північно-Ізраїльського царства Тіглатпаласаром III близько 732 року до н. е.

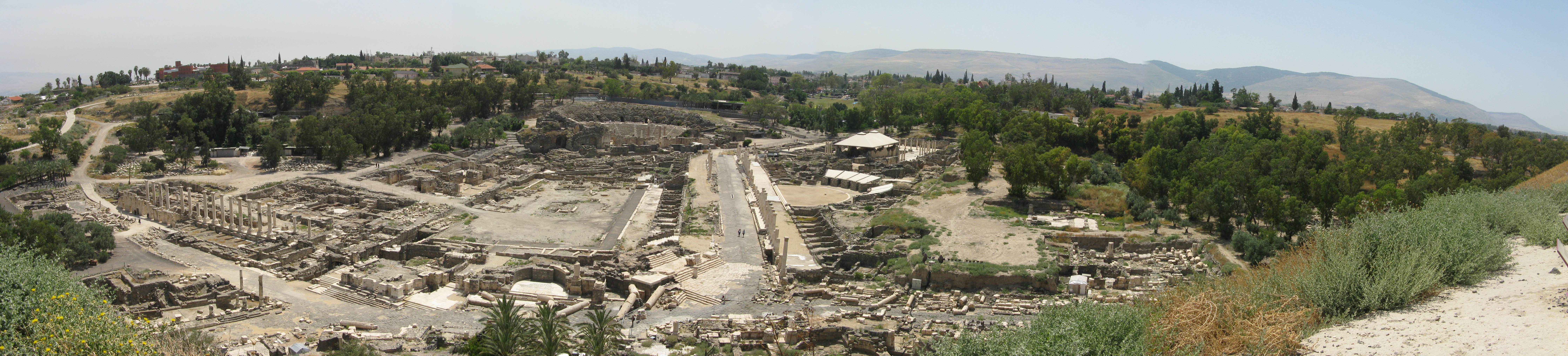
Панорама стародавнього Скифополю

Елліністична назва міста — Скитополіс (Скифополь, грец. Σκυθόπολις)  походить від розташованого тут поселення скіфів, які в 7 ст. до н. е. спустошили Палестину та частково осіли у ній, про що згадував Геродот. Пліній Старший, згадуючи у I ст. н.е. це поселення як Ніса-Скифополь, вважав його міфічним місцем народження бога Діоніса, а скіфів  — його супутниками.
В кінці 2 ст. до н.е. Скифополіс (на той час еллінізований) був завойований та спустошений юдейським правителем Йохананом Гірканом. У 63 р. до н.е. римський полководець Помпей включив його до Десятимістя (десять елліністичних міст на півдні римської провінції Сирія).
Відновлений та розбудований Скіфополь займав вузлове положення в мережі римських доріг, котрі вели звідси до Аравії (через Пелу, Герасу та Філадельфію), Дамаску (через Гадару), Босри (після Гадари відгалуження через Капітоліду та Адраа) та середземноморського портів Птолемаїда (північніше сучасної Хайфи) і Кесарія. У 181 році на додачу до існуючої дороги на Філадельфію (прокладеної, ймовірно, у період Флавіїв та реконструйованої у 112-му при Траяні) спорудили ще одну через Гадору (сучасний Ес-Салт).
В 359 році н. е. у місті відбувся Скифопольський процес над обвинуваченими в злочинах проти імператора Констанція II.
Значення Скифополя зросло на початку V століття, коли римська Юдея була розділена на три окремі провінції і він став столицею Палестини Секунди (не пізніше 409 року н.е.). Провінція охоплювала території Галілеї і північної Самарії навколо Тиверіадського озера, а також включала частину Зайордання. У кодексі Феодосія місто вже згадується як метрополія.
В ранньовізантийський період тут проживали 4 етноконфесійні групи: християни, язичники, євреї, самаритяни. У VI ст. його мешканцем був Кирило Скифопольський — один з найважливіших письменників чернечої традиції Палестини.
Справжньою катастрофою для Скіфополя став один із землетрусів VIII століття, котрий зруйнував його. Саме тоді впали значні ділянки колонад, розкопані та частково відновлені археологами.
Від червня 1949-го поселення отримало назву Бейт-Шеан, а в 1999-му йому надали юридичний статус міста. Мерами Бейт-Шеану були Рафі Бен-Шітріт, Джекі Леві.

## Галерея

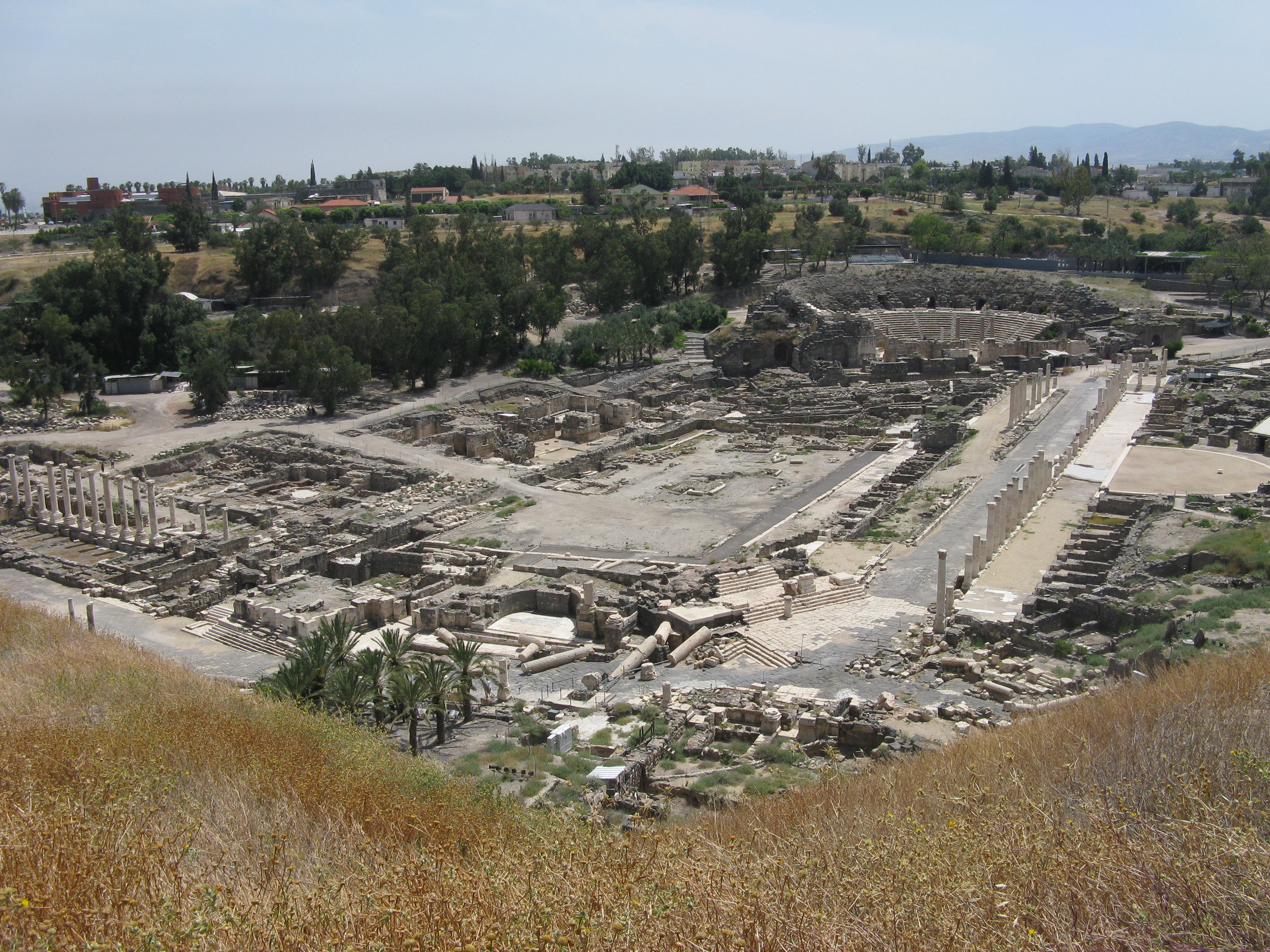
Древній Бейт-Шеан. Вид з холму
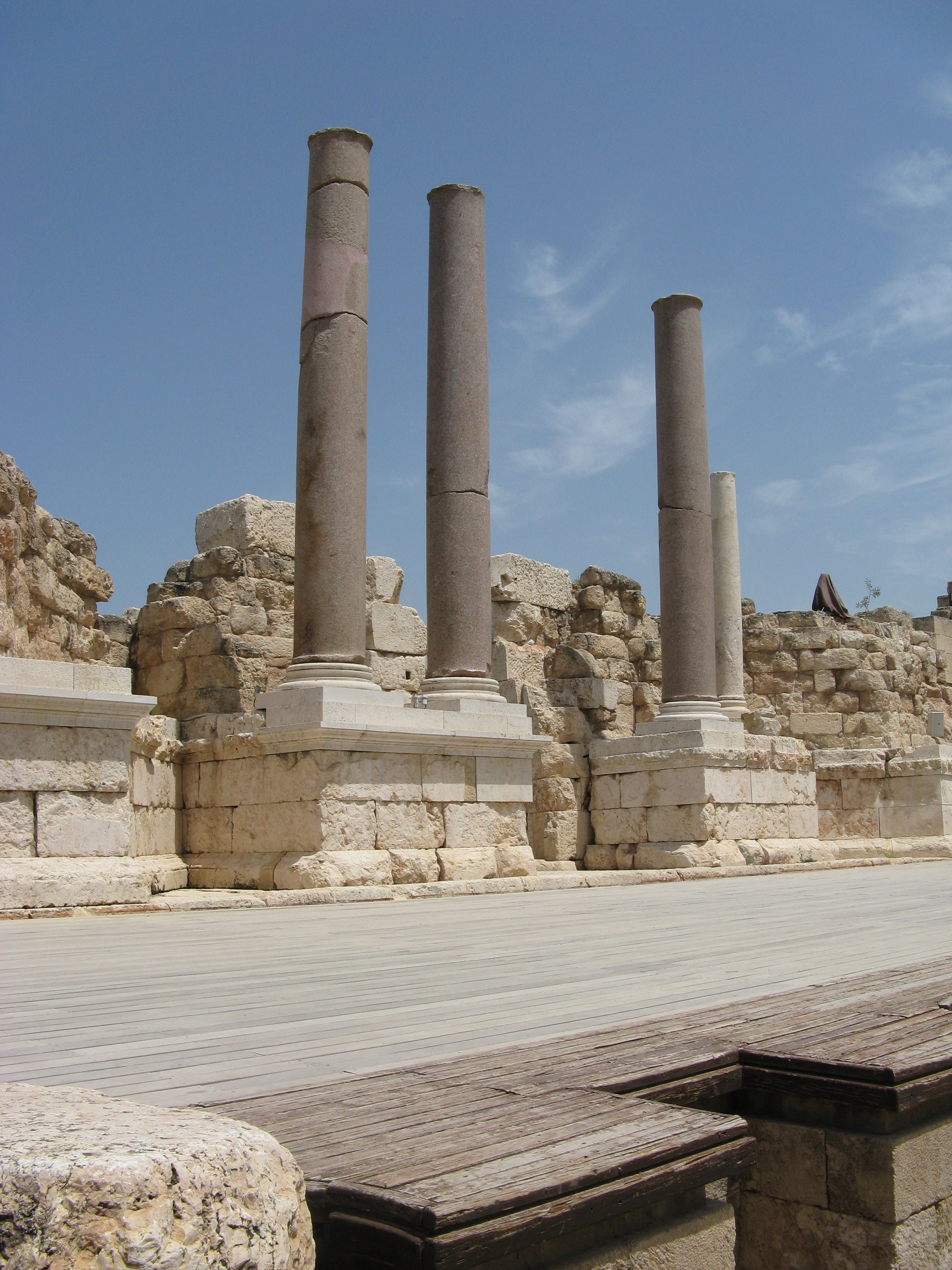
Сцена римського театру
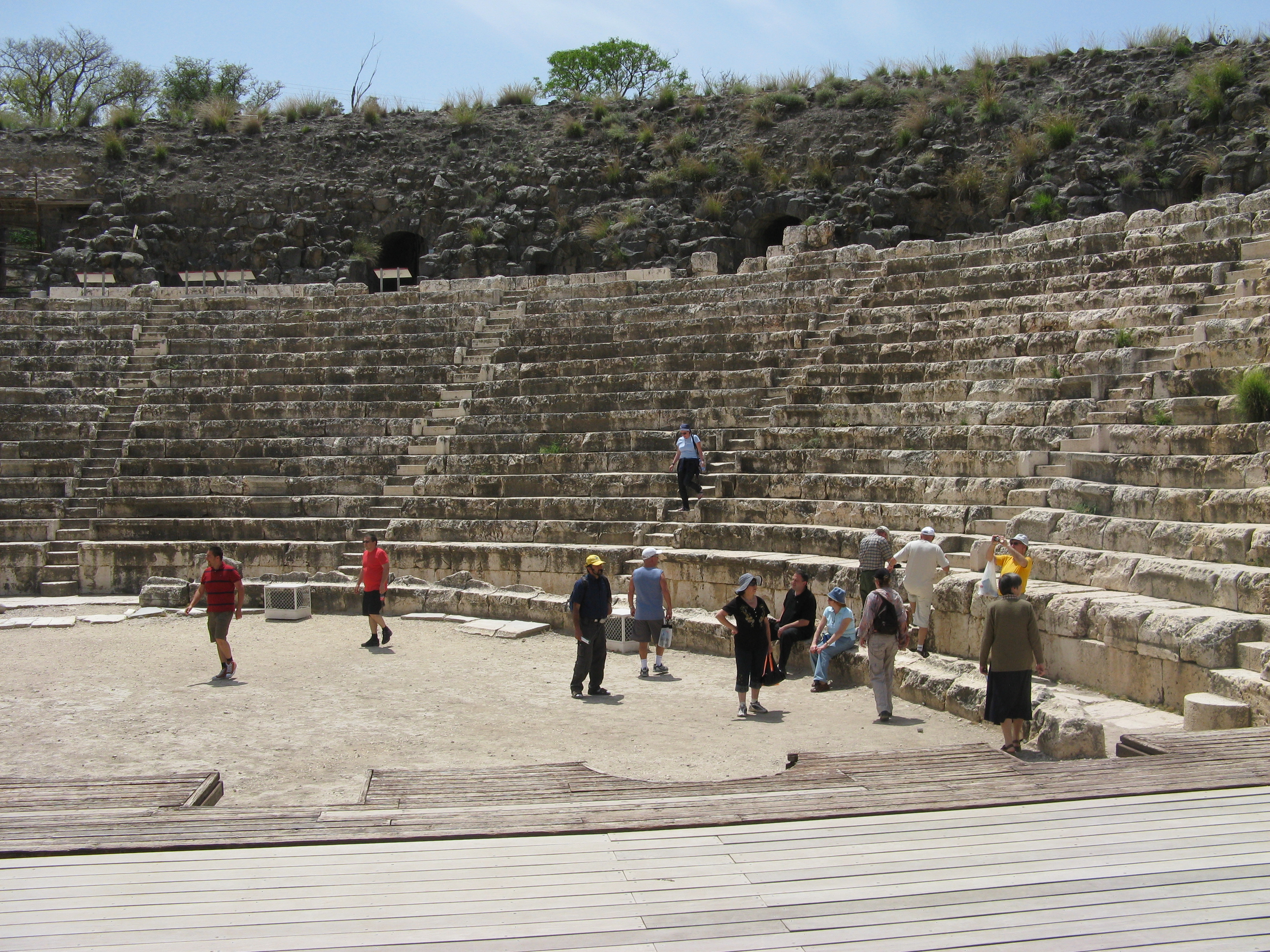
Древній римський театр
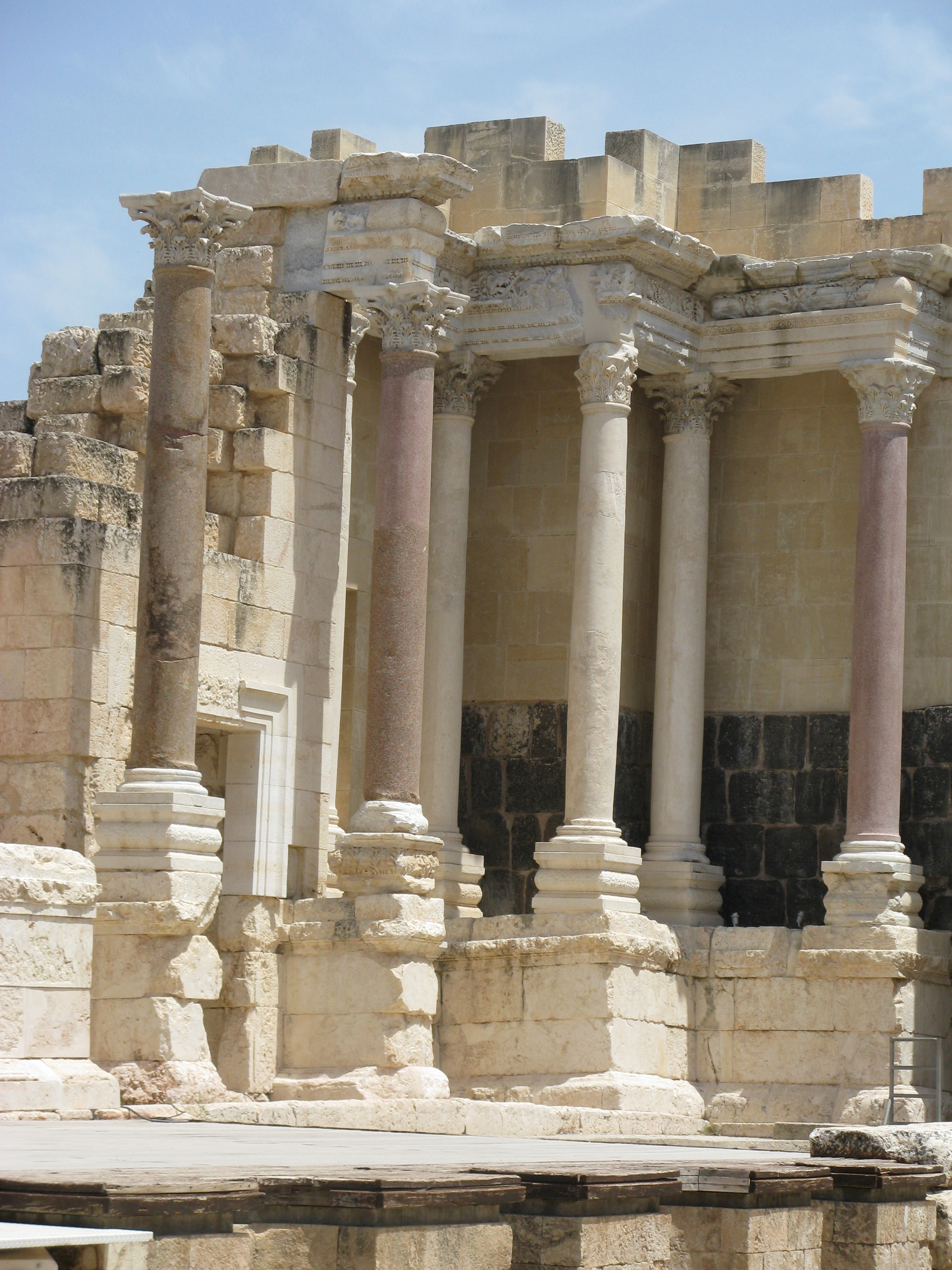
Сцена древнього римського театру. Колони Коринфського ордера.
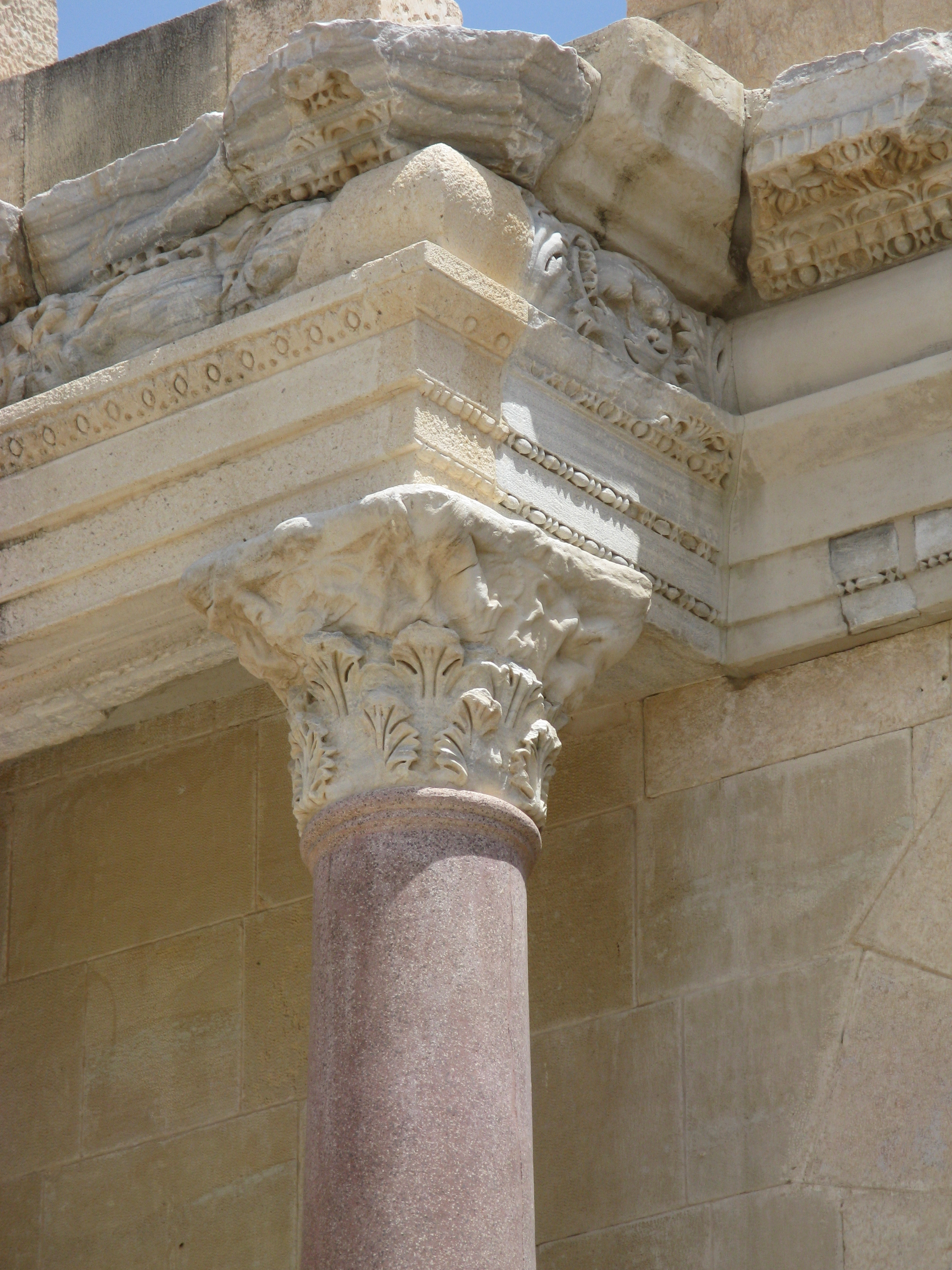
Колонна з капітеллю Коринфського ордера.
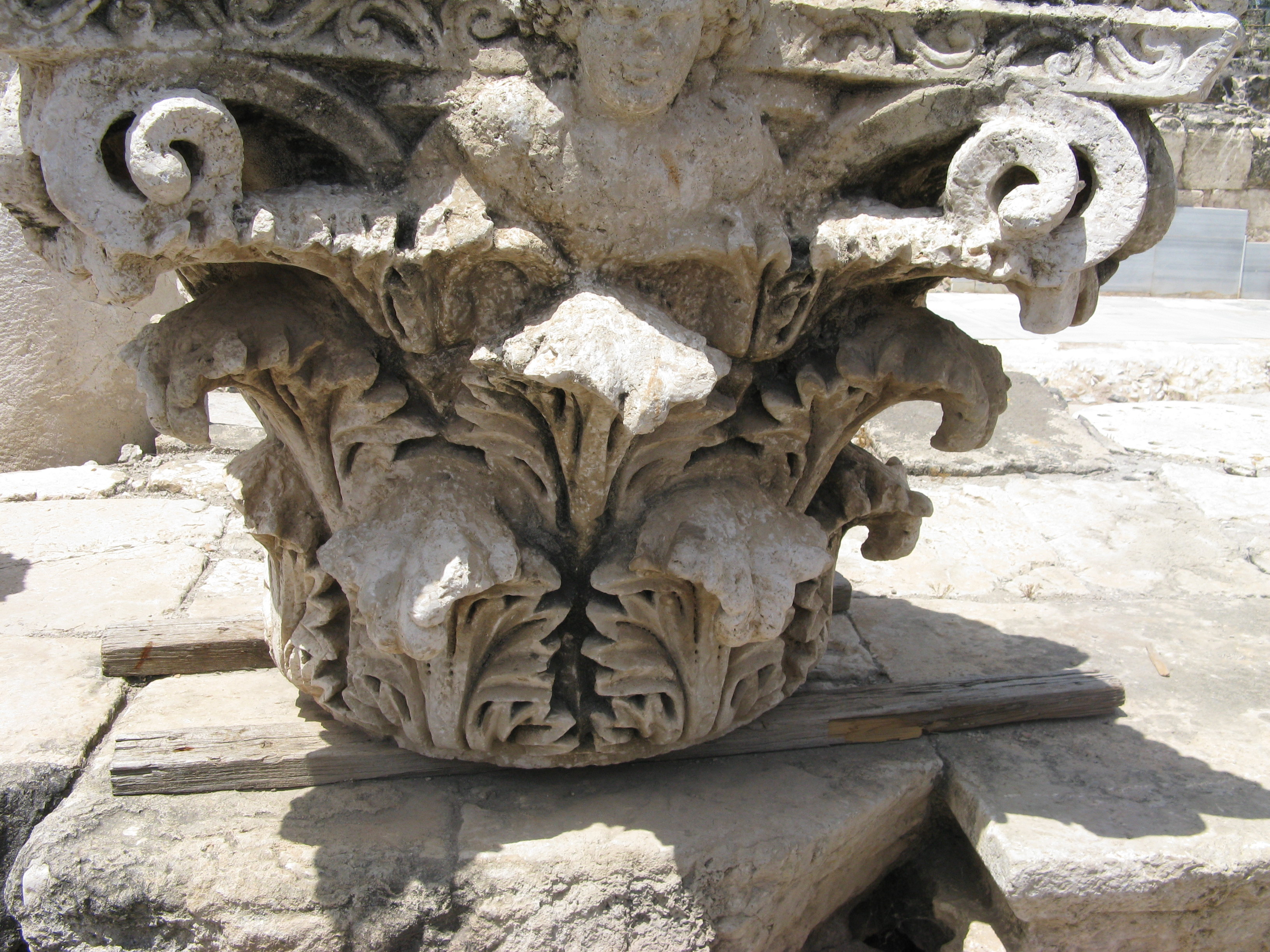
Капітель Коринфського ордера, що розташована на вулиці Паладіус.
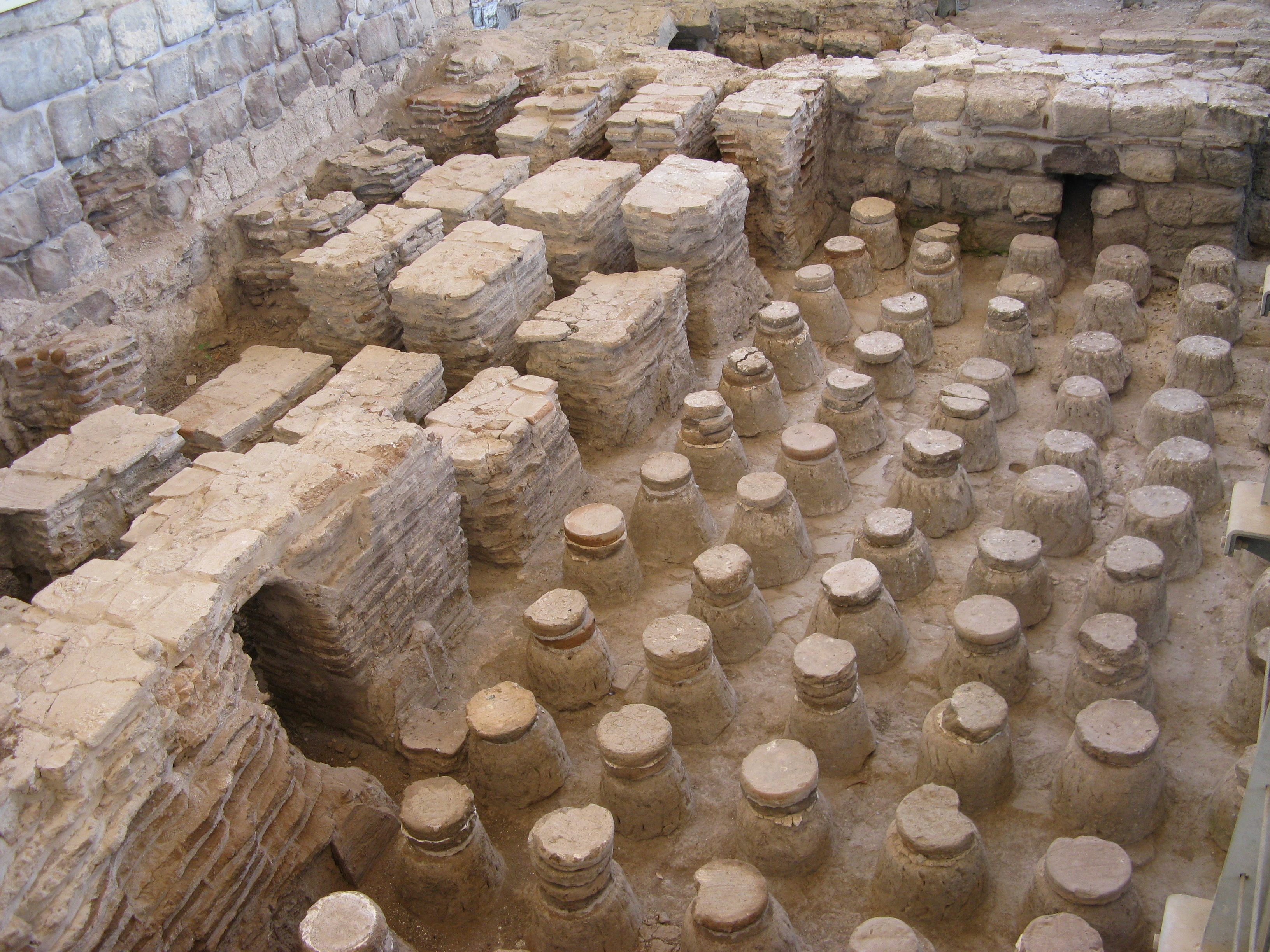
Терми Бейт-Шеану
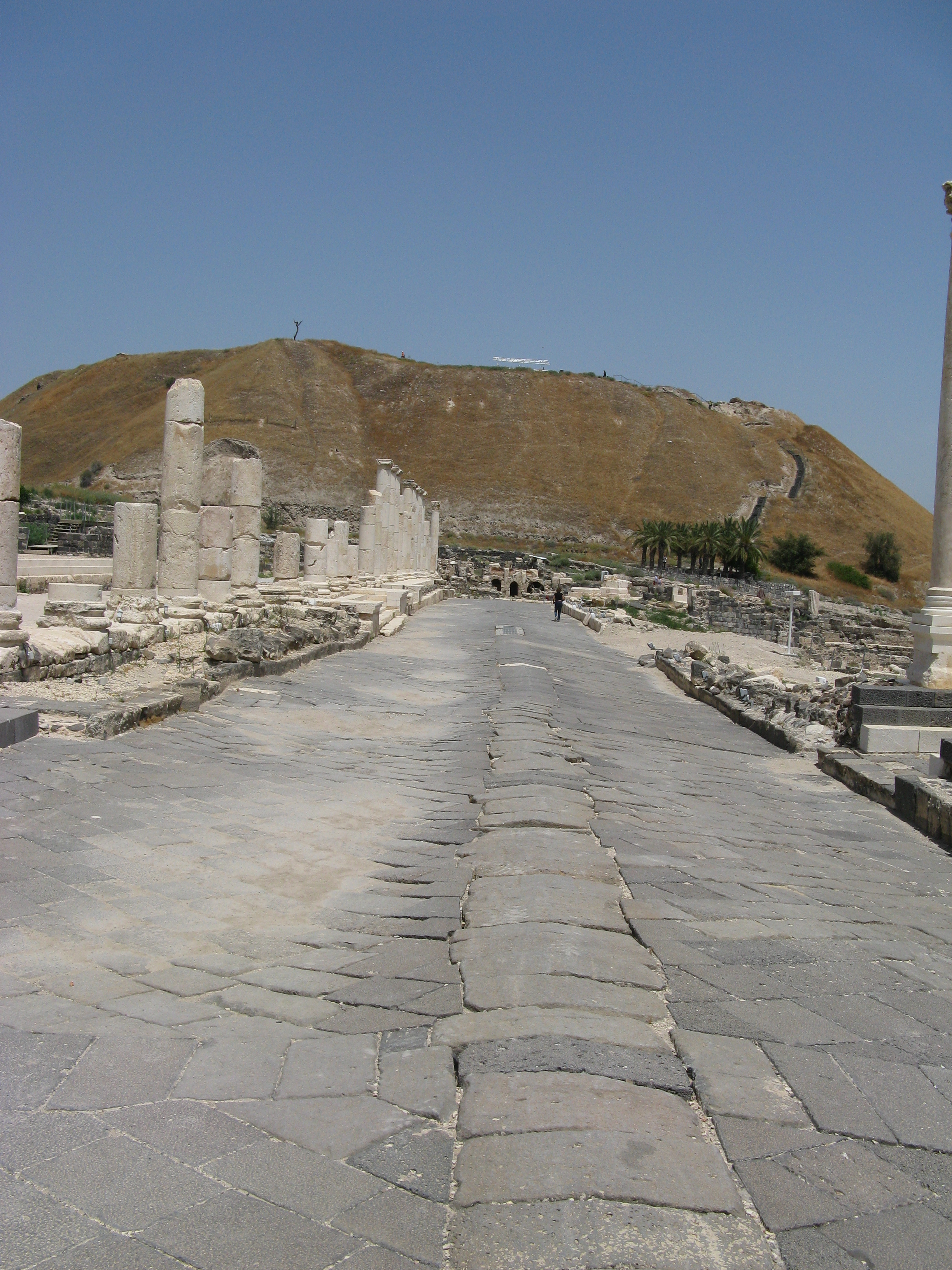
Паладіус.
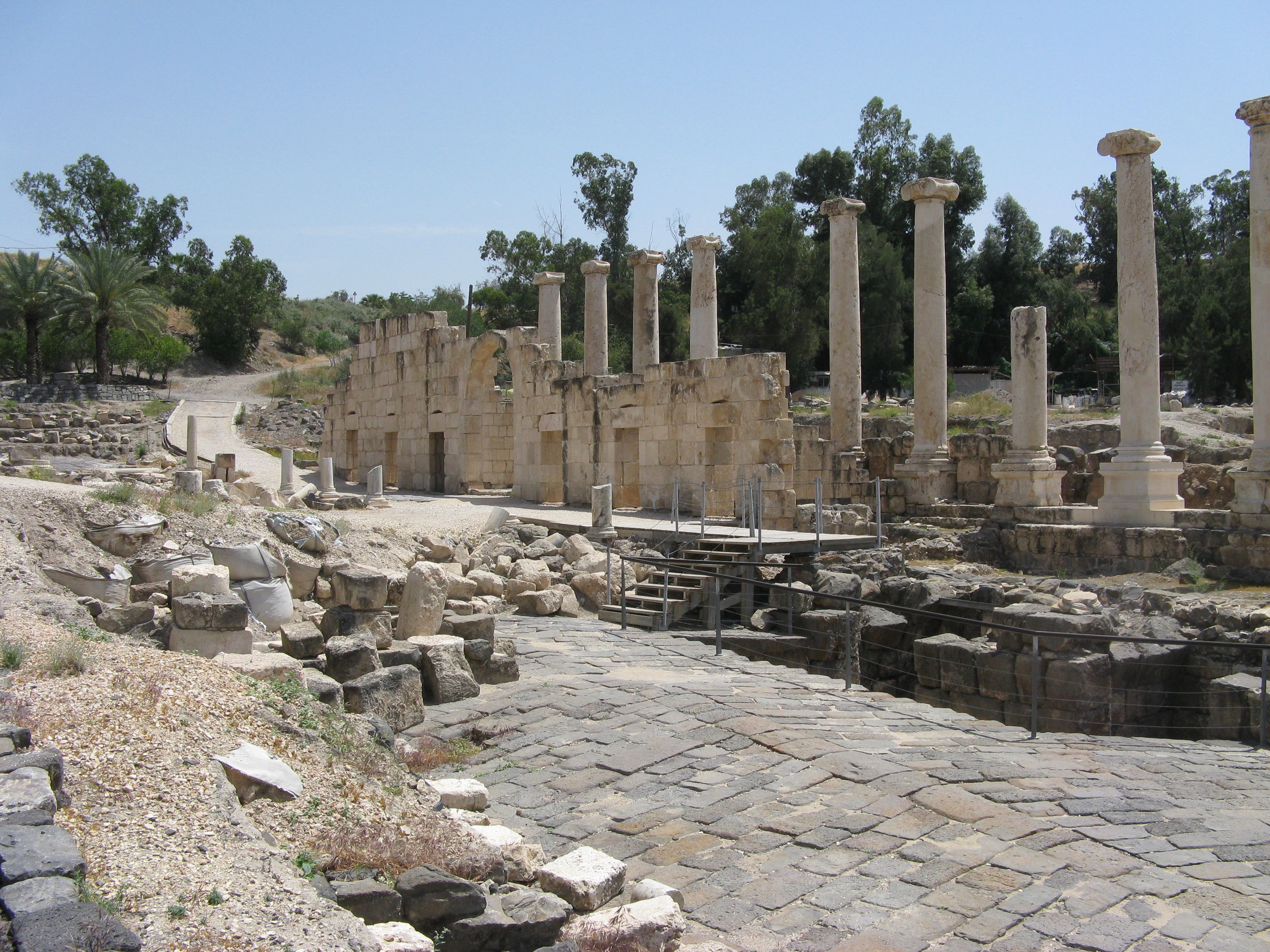
Декуманус
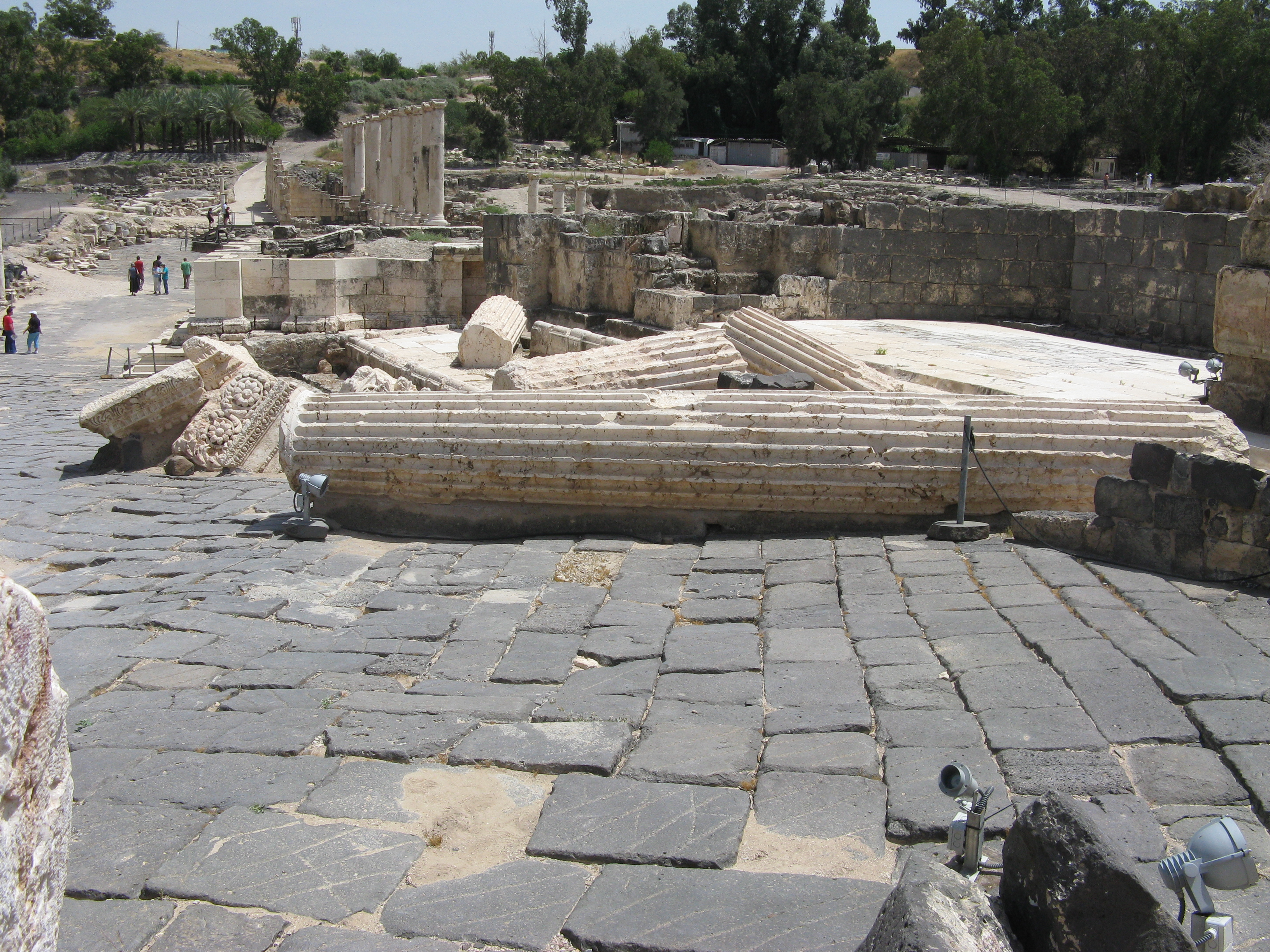
Впала колона